# Zenaëlle
Zenaëlle est un prénom féminin dont l'origine reste à définir .

On retrouve juste son masculin, Zenaël, parmi les anges de la Magie énochienne (The Enochian Tarot).